# Như ý quân truyện
Như ý quân truyện (如意君傳), dịch sang tiếng Anh là The Lord of Perfect Satisfaction, là tiểu thuyết khiêu dâm do tác giả khuyết danh viết vào thời Minh. Lấy bối cảnh thời Đường, truyện kể về sự nghiệp chính trị và đời sống tình cảm của nữ hoàng Võ Tắc Thiên. Đây được coi là một trong những cuốn tiểu thuyết khiêu dâm sớm nhất được xuất bản ở Trung Quốc, từng nhiều lần bị triều đình cấm đoán sau khi xuất bản.

## Cốt truyện
Hồi mới mười bốn tuổi, Võ Tắc Thiên trở thành một trong những tiểu thiếp của Đường Thái Tông. Mười hai năm sau, hoàng đế lâm bệnh nặng; đang lúc bận chăm sóc chồng trên giường bệnh, bà ngầm tư thông với thái tử Lý Trị. Ít lâu sau Thái Tông băng hà, bà buộc phải cạo đầu làm ni cô rồi vào chùa sống chung với những phi tần khác. Một năm sau, Lý Trị giờ là vua Đường Cao Tông nhớ tới tình cũ bèn ban chiếu chỉ đưa bà rời khỏi chùa rồi lấy làm vợ luôn. Sau khi Cao Tông qua đời bảy năm sau đó, bà dần dần tiếm quyền và trở thành nữ hoàng đế đầu tiên và duy nhất của Trung Quốc sau khi phế truất thái tử Đường Trung Tông.
Không hài lòng với đám tình nhân hiện tại, nữ hoàng Võ Tắc Thiên lúc này đã là một bà lão bảy mươi tuổi bèn phái quan hầu cận mang đến cho mình một nam nhân trinh bạch thành Lạc Dương tên là Tiết Ngao Tào (薛敖曹), theo lời dân gian đồn đại là kẻ cực kỳ sung mãn. Sau khi đích thân kiểm tra dương vật của gã họ Tiết, bà lao vào làm tình với hắn; rồi đặt cho hắn ta cái biệt danh "Như Ý Quân" và đổi niên lịch thành "Như Ý nguyên niên". Gã họ Tiết trở thành người tình yêu thích của Võ Tắc Thiên và bà xua đuổi những sủng nam khác của mình. Sau khi đe dọa tự thiến mình, gã đã thuyết phục được nữ hoàng đế trả lại ngai vàng cho Trung Tông. Khi sức khỏe của bà yếu dần, mối quan hệ tình ái đầy lãng mạn giữa Võ Tắc Thiên với Tiết Ngao Tào cũng phải đến lúc chấm dứt, và họ chia tay nhau theo nghi lễ phức tạp liên quan đến việc đốt cháy bộ phận sinh dục bằng long diên hương và diễn lại các tư thế quan hệ tình dục khác nhau mười lần mỗi cái. Tiết Ngao Tào bỗng dưng biến mất tăm hơi và có kẻ kể lại mình đã tận mắt chứng kiến hắn ta hiện thân ở Thành Đô đắc đạo trường sinh nhiều năm sau.

## Sáng tác

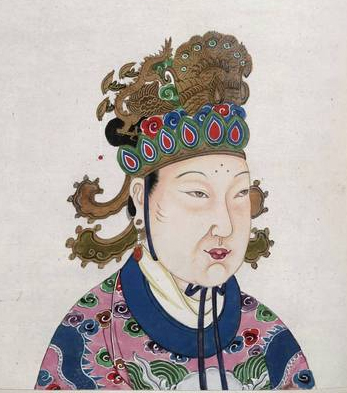
Nữ hoàng Võ Tắc Thiên.

Như ý quân truyện ghi chép lại quá trình lên nắm quyền của Võ Tắc Thiên đồng thời kể chi tiết về vô số lần quan hệ tình dục của bà, đặc biệt là với nhân vật nam chính Tiết Ngao Tào. Tiêu đề của truyện ám chỉ đến gã họ Tiết, sủng nam mới ba mươi tuổi được Nữ hoàng Võ Tắc Thiên phong tặng danh hiệu "Như Ý Quân". Ngoại trừ Tiết Ngao Tào, tất cả tình nhân còn lại của nữ hoàng đế được miêu tả trong Như ý quân truyện đều là nhân vật lịch sử. Như ý quân truyện "chỉ vỏn vẹn 45 trang" và chủ yếu được viết bằng văn ngôn, xen kẽ với một số đoạn hội thoại diễn tả bằng bạch thoại. Truyện trích dẫn sâu rộng và ám chỉ đến các tác phẩm nổi bật như Sử ký, Mạnh tử, Luận ngữ, Kinh Thi và Kinh Dịch. Như ý quân truyện cũng có những đoạn văn mô tả sâu rộng về cơ quan sinh dục "xem ra không có lợi cho việc kích thích ham muốn dâm dục"; chẳng hạn, dương vật của Tiết Ngao Tào đem ra so sánh với ốc sên và giun đất, trong khi cổ tử cung của Võ Tắc Thiên được viết "trông giống như một nhụy hoa được bao bọc trong một đài hoa bắt đầu mọc thành tua".

## Lịch sử ấn bản
Theo Liu Hui, lời nói đầu và phần tái bút của cuốn tiểu thuyết ngắn này lần lượt là vào năm 1514 và năm 1520, cho thấy rằng bản thân câu chuyện đã được viết vào khoảng thời gian đó.  Tuy vậy, Charles Stone, từng xuất bản một bản dịch tiếng Anh và nghiên cứu phê bình về Như ý quân truyện, đã xác định niên đại của truyện này là từ năm 1524 đến năm 1529, và biện minh rằng lời đề tựa và phần tái bút của nó có thể được viết lần lượt vào năm 1634 và năm 1760. Stone lập luận rằng Như ý quân truyện do học giả kiêm quan lại tên Hoàng Huấn chấp bút (黃訓; 1490 – k.1540), là kẻ tạo ra cái gọi là tài liệu tham khảo sớm nhất được biết đến về Như ý quân truyện qua ba bài luận dài một trang ấn hành từ năm 1525 đến năm 1540. Như ý quân truyện nhiều lần bị ngăn cấm sau khi xuất bản. Một bản rút gọn của câu chuyện này có nhan đề Võ Chiếu truyện (武曌傳) ấn hành vào khoảng năm 1587; lược bỏ tất cả thơ ca và ám chỉ có trong bản gốc, trong lúc ra mắt một dàn nhân vật ngắn hơn nhiều. Từng được lưu hành dưới dạng bản thảo, bản in sớm nhất của Như ý quân truyện được nhà xuất bản Ogawa Hikokurô tại Tokyo ấn hành vào năm 1763.

## Ý nghĩa văn học
Như ý quân truyện là một trong những cuốn sách khiêu dâm sớm nhất được xuất bản ở Trung Quốc, và được một số học giả coi là tiểu thuyết khiêu dâm đầu tiên viết bằng tiếng Trung. Charles Stone viết rằng "hầu hết tiểu thuyết khiêu dâm của Trung Quốc được viết trong một trăm năm sau cuối cùng đều lấy cảm hứng từ Như ý quân truyện hoặc vay mượn từ từ vựng của nó". Cùng với Si bà tử truyện (癡婆子傳) và Tú tháp dã sử (繡榻野史), Như ý quân truyện là một trong ba tác phẩm khiêu dâm được nhắc đến trong Nhục bồ đoàn nghi do văn nhân thời Thanh Lý Ngư chấp bút. Khoảng ba trăm năm sau khi nguyên tác Như ý quân truyện được xuất bản, Trần Thiên Trì (陳天池) đã viết một cuốn tiểu thuyết khiêu dâm có cùng tiêu đề Như ý quân truyện thời Thanh kể về nhân vật nam chính với bản tính thiên phú được ba vị hoàng đế nhà Minh sủng ái rồi về sau đắc đạo trường sinh.
Tuỳ Đường lưỡng triều chí truyện (隋唐兩朝志傳; 1619) sao chép từng chữ một số trang từ Như ý quân truyện. Tương tự như vậy, Nùng tình khoái sử (濃情快史; 1712) đạo văn phần lớn nguyên tác Như ý quân truyện, nhưng bỏ qua "những đoạn liên quan không phù hợp nhằm giảm bớt sự miêu tả về tình dục".

### Trích dẫn
1. ↑  Stevenson & Wu 2017, tr. 14.
2. 1 2  Hanan 1988, tr. 123.
3. ↑  Huang 2004, tr. 190.
4. 1 2 3 4 5  Lo 2005, tr. 331.
5. 1 2 3  Stone 2003, tr. 1.
6. ↑  Stone 2003, tr. 2.
7. 1 2  McMahon 2013, tr. 201.
8. ↑  Stone 2003, tr. 91.
9. ↑  Stone 2003, tr. 141.
10. ↑  Stone 2003, tr. 144.
11. ↑  Stone 2003, tr. 145.
12. ↑  Stone 2003, tr. 147.
13. ↑  Stone 2003, tr. 151.
14. ↑  Stone 2003, tr. 55.
15. ↑  Stone 2003, tr. 157.
16. ↑  Stone 2003, tr. 158.
17. ↑  Stone 2003, tr. 160.
18. ↑  Epstein 2005, tr. 180.
19. 1 2 3 4 5  Huang 2004, tr. 196.
20. 1 2 3  Stone 2003, tr. 22.
21. ↑  Stone 2003, tr. 120.
22. ↑  McMahon 1987, tr. 224.
23. ↑  Stone 2003, tr. 5.
24. 1 2 3  Huang 2004, tr. 203.
25. ↑  Stone 2003, tr. 57-59.
26. ↑  Stone 2003, tr. 57.
27. 1 2  Lo 2005, tr. 332.
28. ↑  Stone 2003, tr. 116-117.
29. ↑  Stone 2003, tr. 216.
30. ↑  Stone 2003, tr. 107.
31. ↑  McMahon 1987, tr. 222.
32. ↑  Huang 2020, tr. 114.
33. ↑  Stone 2003, tr. 13.
34. 1 2  Stone 2003, tr. 3.
35. ↑  Stone 2003, tr. 119.
36. ↑  Stone 2003, tr. 116.
37. ↑  Stone 2003, tr. 117.